# Palác Chicago
Palác Chicago je funkcionalistický palác v ulicích Charvátova 11 a Národní 32, v těsném sousedství Galerie Václava Špály na Novém Městě, Praze 1.

## Dějiny paláce

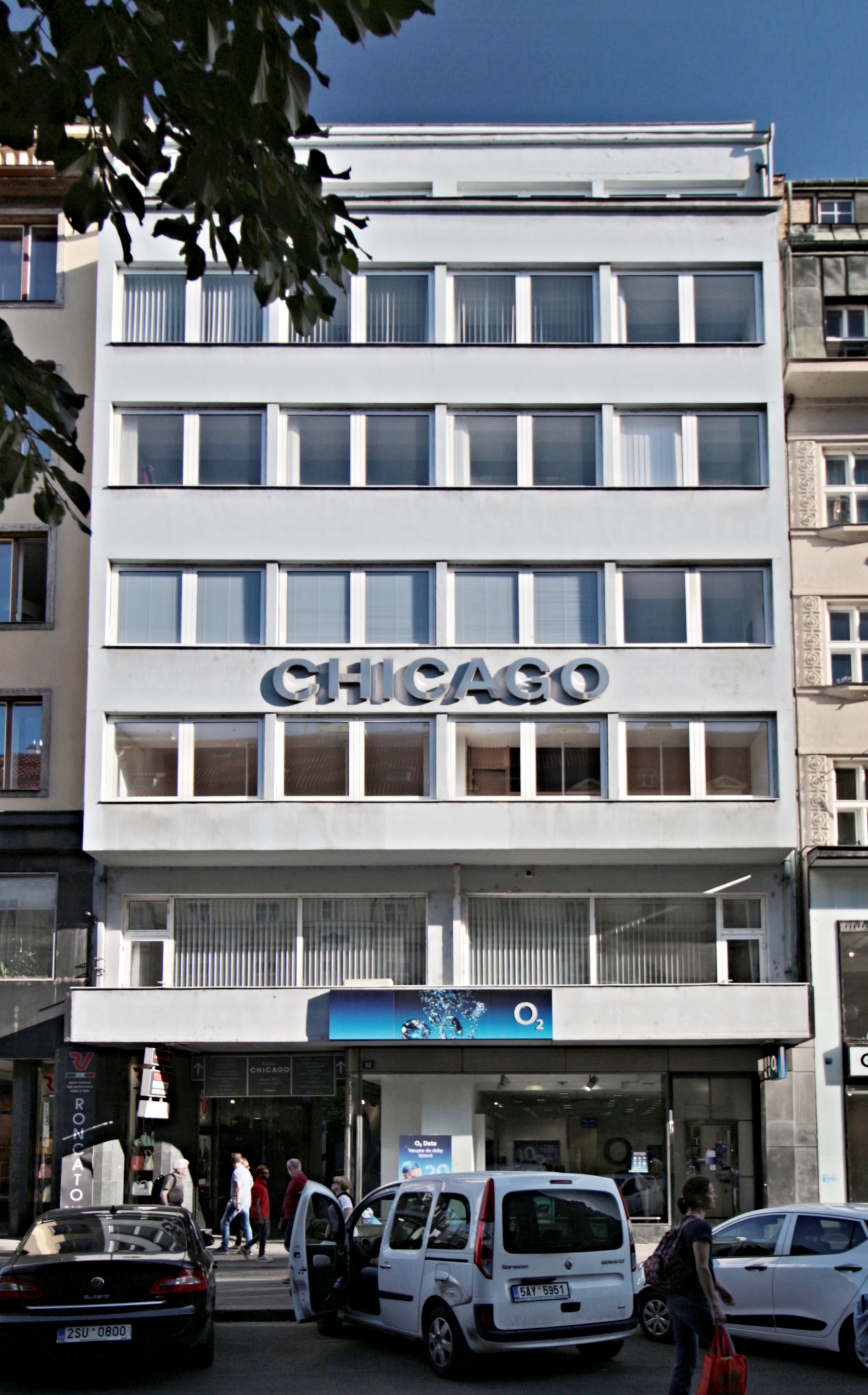
Palác Chicago, pohled z Národní

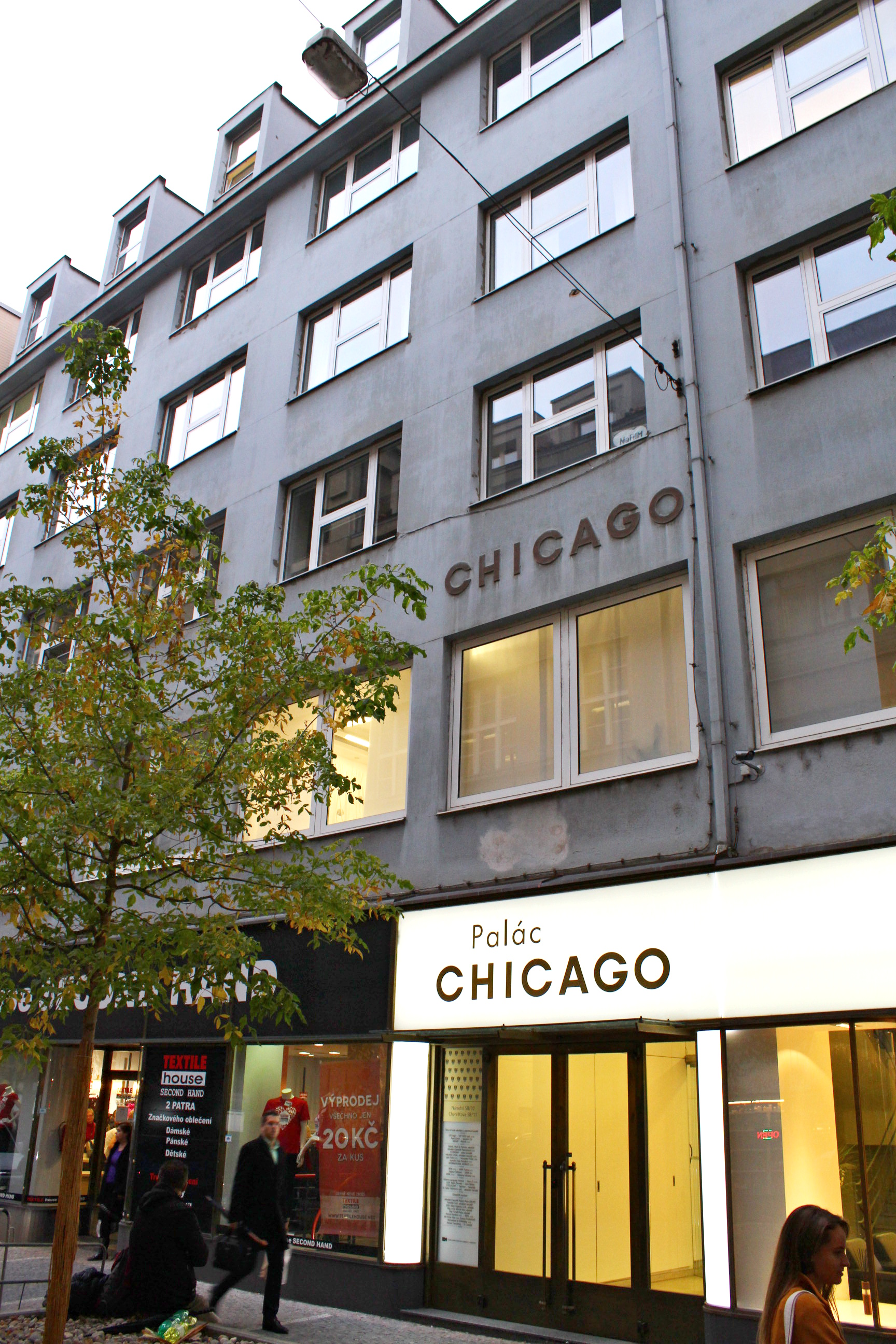
Vstupní část paláce z Charvátovy ulice

Funkcionalistický Palác Chicago s čelem do Národní třídy, je dílem stavitele a stavebního podnikatele Jaroslava Polívky a představitele meziválečné avantgardy Josefa Havlíčka.
Palác byl údajně spolu s Baťovým palácem obuvi jedním z nejmodernějších domů v tehdejší Praze. Nechal si jej postavit Jindřich hrabě Kolowrat-Krakowský výměnou za zámek v Týnci, který v roce 1927 prodal právě architektu Polívkovi.
Zemědělství má také průkopníka nových výrobních a prodejních metod, svého Baťu. Je jím velkostatkář Jindřich Kolowrat-Krakovský, majitel panství Týnec u Klatov, který postavil v Praze Palác Chicago. Opatřil jej vymoženostmi amerických mrakodrapů a zařídil v něm prodejnu zemědělských výrobků ze zemědělských podniků v Týnci. Aby docílil rychlého odbytu svých výrobků, zřizuje pan Kolowrat v Praze prodejnu, kde bude prodáváno mléko, domácí chléb, zelenina a různé mlékárenské výrobky. 
(Článek Zemědělský Baťa z agrárního časopisu Role, 17. 6. 1928, Praha).

## Architektura
Palác Chicago byl postaven v letech 1927–1928 v místě novorenesančního domu čp. 58, která měla hranolovou věžičku. Sedmipodlažní budova má železobetonovou konstrukci ukončenou plochou střechou. Průčelí je členěné pásovými okny, v přízemí jsou výkladní skříně. Původní zaústění Charvátovy ulice do Národní třídy (tehdejší Ferdinandovy třídy) bylo zastavěno novostavbou Paláce Chicago a činžovním a obchodním domem čp 40. Přístup byl vyřešen průchodem. Palác byl vybaven vymoženostmi po vzoru amerických mrakodrapů a byla v něm zřízena prodejna zemědělských produktů, které byly dodávány z kolowraových podniků v Týnci.

## Současnost
V současné době je Palác Chicago z převážné části využíván jako kancelářská budova s obchodními prostorami v přízemí.